# Mihindi-See
Der Mihindi-See befindet sich im Sektor Rwimbogo des Distrikts Gatsibo in der Ostprovinz von Ruanda.

## Geographie
Der Mihindi-See befindet sich innerhalb des Akagera-Nationalparks. Er ist Teil einer Seengruppe, die sich beidseitig des Kagera-Nils an der Grenze zwischen Ruanda und Tansania befinden. Der Mihindi-See hat eine Fläche von 10,9 km² und einen Umfang von 14,5 km. Er ist 4,2 km lang und 3,9 km breit. Die mittlere Tiefe liegt bei 4,4 m. Maximal ist der See 6,8 m tief. Die Wassertemperaturen liegen bei 22,6 bis 24 °C und der pH-Wert bei 7,10. Der Mihindi-See weist eine mittig liegende Insel auf. Im Nordwesten befindet sich der Rwanyakazinga-See.
Am See breiteten sich wie auch an anderen nahe am Akagera-Nil liegenden Seen Ende 1990er Jahre aus dem tropischen Südamerika stammende Dickstielige Wasserhyazinthen aus.

## Wirtschaft
Der See wird zum Fischen genutzt.